# Středomazovská nížina
Středomazovská nížina je nížina ve středním Polsku. Tvoří východní část Středopolské nížiny.

Dělí se na 9 mezoregionů:
- Kutnowská planina
- Łowicko-błońská planina
- Varšavská kotlina
- Údolí dolního Bugu
- Údolí střední Visly
- Varšavská planina
- Kozienická planina
- Wołomińská planina
- Garwolińská planina